# A Tale of the West (film, 1909)
Pour les articles homonymes, voir A Tale of the West.
Pour plus de détails, voir Fiche technique et Distribution.
A Tale of the West est un film muet américain réalisé par Gilbert M. Anderson et sorti en 1909.

## Fiche technique
- Titre : A Tale of the West
- Réalisation : Gilbert M. Anderson
- Scénario : Gilbert M. Anderson
- Photographie :
- Montage :
- Producteur : Gilbert M. Anderson
- Société de production : The Essanay Film Manufacturing Company
- Société de distribution : The Essanay Film Manufacturing Company
- Pays d'origine :  États-Unis
- Langue : film muet avec les intertitres en anglais
- Format : Noir et blanc — 35 mm — 1,33:1 — Muet
- Genre : Film dramatique, Western
- Durée : 10 minutes
- Dates de sortie :
  -  États-Unis : 7 avril 1909

## Distribution
- Gilbert M. Anderson